# Büttenrand

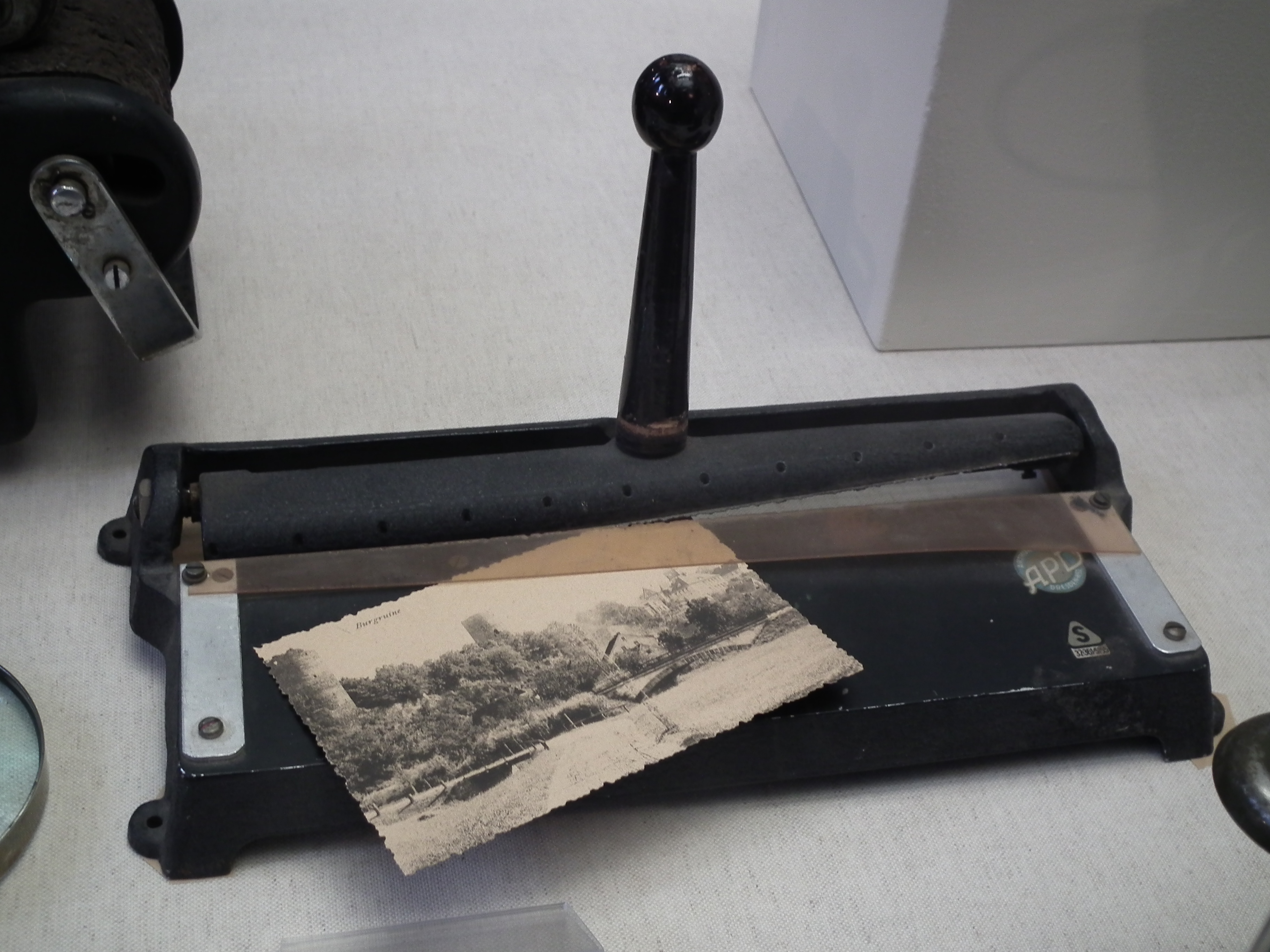
Büttenschere aus dem Ansichtskartenverlag Brück & Sohn

Die Bezeichnung Büttenrand stammt ursprünglich vom unregelmäßigen, faserig-ausgedünnten Rand des handgeschöpften Büttenpapiers. Später wurde auch der ebenfalls ungleichmäßige, wellige, manchmal eher gezackte Rand von Fotos, Ansichtskarten, Urkunden und anderen Papierprodukten so bezeichnet. Dieser nachgeahmte Büttenrand kann beispielsweise durch Stanzen hergestellt werden. Bei Fotos und Ansichtskarten war er im Zeitraum von etwa 1930 bis 1960 sehr in Mode. Hierfür gibt/gab es auch Büttenrandscheren. In Fotogeschäften mit eigenen Labors wurden Büttenränder mit kleinen Bildschneidemaschinen hergestellt. Das handgeschöpfte Papier galt als hochwertiger, weil es aufwendiger in der Herstellung war. Die nachträglich hergestellten Büttenränder sollten diesen Mehrwert imitieren, um sie hochwertiger erscheinen zu lassen.